# The First Time Ever I Saw Your Face
"The First Time Ever I Saw Your Face" is een nummer geschreven door de Britse singer-songwriter Ewan MacColl uit 1957. Het nummer werd voor het eerst uitgebracht door zijn latere vrouw Peggy Seeger. In 1969 werd het nummer gecoverd door de Amerikaanse zangeres Roberta Flack voor haar debuutalbum First Take. Nadat Clint Eastwood het in 1971 gebruikte in zijn film Play Misty for Me, werd het korte tijd later uitgebracht als single.

## Achtergrond
Er zijn twee verschillende verhalen over het ontstaan van "The First Time Ever I Saw Your Face". MacColl zei dat hij het voor Seeger schreef nadat zij hem vroeg om een nummer te schrijven voor een toneelstuk waar zij in speelde. Hij zou dit nummer hebben geschreven en het haar geleerd hebben via een telefoongesprek. Seeger zei dat MacColl, die op dat moment nog getrouwd was met Joan Littlewood, maar in 1957 een affaire met Seeger begon, haar bandjes stuurde die zij kon luisteren wanneer ze niet bij elkaar waren, en dat dit nummer op een van de bandjes stond. Seeger zong het nummer vaak terwijl zij met MacColl optrad in clubs in het Verenigd Koninkrijk. In de jaren '60 werd het nummer vaak opgenomen door mainstreamartiesten, waaronder The Kingston Trio, die in 1962 de eerste versie opnamen, Peter, Paul and Mary, The Brothers Four, The Chad Mitchell Trio en Gordon Lightfoot. MacColl vond geen enkele cover goed en had zelfs een apart deel in zijn muziekcollectie voor deze covers, genaamd 'The Chamber of Horrors'.
In 1969 werd "The First Time Ever I Saw Your Face" opgenomen door Roberta Flack, die het nummer kende via de versie van het folkduo Joe and Eddie. Zij zong het regelmatig tijdens haar liveoptredens aan de Pennsylvania Avenue in Washington D.C., waar zij huisartiest was in de club Mr Henry's. In februari 1969 nam zij het nummer op voor haar debuutalbum First Take. Haar versie was veel langzamer dan de oorspronkelijke versie van Seeger, en duurde ruim twee keer zo lang als de oorspronkelijke versie van tweeënhalve minuut.
Oorspronkelijk werd de versie van Flack niet uitgebracht op single. Clint Eastwood gebruikte het in 1971 voor zijn regiedebuut Play Misty for Me tijdens een liefdesscène tussen zichzelf en Donna Mills. Flack vertelde dat Eastwood het nummer op de radio hoorde en haar belde: "[Hij zei:] 'Ik wil je nummer graag gebruiken in mijn film over een diskjockey met veel muziek erin. Ik wil het gebruiken in het enige deel van de film dat echt over liefde gaat.' Ik zei, oké. We praatten over het geld. [Eastwood zou Flack $ 2.000 betalen] Hij zei: 'Nog iets anders?' En ik zei: 'Ik wil het graag opnieuw opnemen. Het is te langzaam.' En hij zei: 'Nee, dat is het niet.'"
Na het succes van het gebruik van "The First Time Ever I Saw Your Face" in Play Misty for Me werd het nummer op 7 maart 1972 uitgebracht als single, die een minuut korter was dan de albumversie. Het nummer werd een grote hit in de Verenigde Staten en bleef zes weken op de eerste plaats in de Billboard Hot 100 staan. Ook in Canada en Australië werd het een nummer 1-hit, maar in het Verenigd Koninkrijk kwam het niet verder dan plaats 14. In Nederland bereikte het nummer respectievelijk de negende en zesde plaats in de Top 40 en de Daverende Dertig. In 1973 won Flack voor haar versie twee Grammy Awards in de categorieën Record of the Year en Song of the Year. In 1974 zou zij weer beide categorieën winnen met het nummer "Killing Me Softly with His Song".
De versie van "The First Time Ever I Saw Your Face" van Flack werd gebruikt in de films X-Men: Days of Future Past en The Inbetweeners 2 en in de televisieseries Glee, Mad Men, The Night Of en American Crime Story: The People v. O.J. Simpson. Een cover van UNKLE is gebruikt in de film Shelter. Het nummer is gecoverd door vele andere artiesten, waaronder Shirley Bassey, Harry Belafonte met Lena Horne, Acker Bilk, Ann Hampton Callaway, Vikki Carr, José Carreras, Johnny Cash, Jimmy Castor, Petula Clark, Coldcut met Joanna Law, Judy Collins, Harry Connick jr., Ray Conniff, David Cook, Miley Cyrus, Céline Dion, Bonnie Dobson, Val Doonican, Marianne Faithfull, Fatman Scoop, The Flaming Lips in samenwerking met zowel Erykah Badu als Amanda Palmer, Vern Gosdin, Gregorian, Marcia Griffiths, Isaac Hayes, Lauryn Hill, Jools Holland, Jennifer Hudson, Engelbert Humperdinck, Bert Jansch, Jonathan en Charlotte, Bradley Joseph, Brian Kennedy, Leona Lewis, Nils Lofgren, Richard Marx, Johnny Mathis, Don McLean, George Michael, Christy Moore, Nana Mouskouri, Alison Moyet, Aaron Neville, Wayne Newton, Ol' Dirty Bastard, Trijntje Oosterhuis, Jeffrey Osborne, Paul Potts, Elvis Presley, Diana Ross, Jordan Rudess, Mathilde Santing, Scooter, Stereophonics, Michael Sweet, June Tabor, The Temptations, Toots Thielemans, Timmy Thomas, Mel Tormé, Lee Towers, Mary Travers, Bobby Vinton, Way Out West, Andy Williams, Marlon Williams, Vanessa L. Williams, Luke Evans en Edward Woodward.

## Hitnoteringen

### Nederlandse Top 40
| Hitnotering: 22-07-1972 t/m 02-09-1972 | Hitnotering: 22-07-1972 t/m 02-09-1972 | Hitnotering: 22-07-1972 t/m 02-09-1972 | Hitnotering: 22-07-1972 t/m 02-09-1972 | Hitnotering: 22-07-1972 t/m 02-09-1972 | Hitnotering: 22-07-1972 t/m 02-09-1972 | Hitnotering: 22-07-1972 t/m 02-09-1972 | Hitnotering: 22-07-1972 t/m 02-09-1972 | Hitnotering: 22-07-1972 t/m 02-09-1972 |
| Week                                   | 1                                      | 2                                      | 3                                      | 4                                      | 5                                      | 6                                      | 7                                      |                                        |
| -------------------------------------- | -------------------------------------- | -------------------------------------- | -------------------------------------- | -------------------------------------- | -------------------------------------- | -------------------------------------- | -------------------------------------- | -------------------------------------- |
| Positie                                | 26                                     | 15                                     | 11                                     | 9                                      | 9                                      | 13                                     | 29                                     | uit                                    |

### Daverende Dertig
| Hitnotering: 22-07-1972 t/m 02-09-1972 | Hitnotering: 22-07-1972 t/m 02-09-1972 | Hitnotering: 22-07-1972 t/m 02-09-1972 | Hitnotering: 22-07-1972 t/m 02-09-1972 | Hitnotering: 22-07-1972 t/m 02-09-1972 | Hitnotering: 22-07-1972 t/m 02-09-1972 | Hitnotering: 22-07-1972 t/m 02-09-1972 | Hitnotering: 22-07-1972 t/m 02-09-1972 | Hitnotering: 22-07-1972 t/m 02-09-1972 |
| Week                                   | 1                                      | 2                                      | 3                                      | 4                                      | 5                                      | 6                                      | 7                                      |                                        |
| -------------------------------------- | -------------------------------------- | -------------------------------------- | -------------------------------------- | -------------------------------------- | -------------------------------------- | -------------------------------------- | -------------------------------------- | -------------------------------------- |
| Positie                                | 28                                     | 14                                     | 9                                      | 7                                      | 6                                      | 12                                     | 19                                     | uit                                    |

### NPO Radio 2 Top 2000
| Nummer met noteringen in de NPO Radio 2 Top 2000 | '99 | '00 | '01  | '02 | '03 | '04 | '05 | '06 | '07  | '08 | '09 | '10 | '11 | '12 | '13 | '14  | '15  | '16  | '17  | '18  | '19  | '20  | '21  | '22  | '23  | '24  |
| ------------------------------------------------ | --- | --- | ---- | --- | --- | --- | --- | --- | ---- | --- | --- | --- | --- | --- | --- | ---- | ---- | ---- | ---- | ---- | ---- | ---- | ---- | ---- | ---- | ---- |
| The First Time Ever I Saw Your Face              | 747 | -   | 1303 | 938 | 705 | 601 | 736 | 751 | 1127 | 779 | 947 | 705 | 966 | 986 | 781 | 1030 | 1165 | 1316 | 1191 | 1181 | 1455 | 1526 | 1336 | 1364 | 1417 | 1657 |

1. ↑  Een '-' betekent dat het nummer niet was genoteerd en een vetgedrukt getal geeft de hoogste notering aan.

### Evergreen Top 1000
| Evergreen Top 1000 "The First Time Ever I Saw Your Face - Roberta Flack" | Evergreen Top 1000 "The First Time Ever I Saw Your Face - Roberta Flack" | Evergreen Top 1000 "The First Time Ever I Saw Your Face - Roberta Flack" | Evergreen Top 1000 "The First Time Ever I Saw Your Face - Roberta Flack" | Evergreen Top 1000 "The First Time Ever I Saw Your Face - Roberta Flack" | Evergreen Top 1000 "The First Time Ever I Saw Your Face - Roberta Flack" | Evergreen Top 1000 "The First Time Ever I Saw Your Face - Roberta Flack" | Evergreen Top 1000 "The First Time Ever I Saw Your Face - Roberta Flack" | Evergreen Top 1000 "The First Time Ever I Saw Your Face - Roberta Flack" | Evergreen Top 1000 "The First Time Ever I Saw Your Face - Roberta Flack" | Evergreen Top 1000 "The First Time Ever I Saw Your Face - Roberta Flack" | Evergreen Top 1000 "The First Time Ever I Saw Your Face - Roberta Flack" | Evergreen Top 1000 "The First Time Ever I Saw Your Face - Roberta Flack" | Evergreen Top 1000 "The First Time Ever I Saw Your Face - Roberta Flack" | Evergreen Top 1000 "The First Time Ever I Saw Your Face - Roberta Flack" | Evergreen Top 1000 "The First Time Ever I Saw Your Face - Roberta Flack" | Evergreen Top 1000 "The First Time Ever I Saw Your Face - Roberta Flack" |
| Jaar                                                                     | 2008                                                                     | 2009                                                                     | 2010                                                                     | 2011                                                                     | 2012                                                                     | 2013                                                                     | 2014                                                                     | 2015                                                                     | 2016                                                                     | 2017                                                                     | 2018                                                                     | 2019                                                                     | 2020                                                                     | 2021                                                                     | 2022                                                                     | 2023                                                                     |
| ------------------------------------------------------------------------ | ------------------------------------------------------------------------ | ------------------------------------------------------------------------ | ------------------------------------------------------------------------ | ------------------------------------------------------------------------ | ------------------------------------------------------------------------ | ------------------------------------------------------------------------ | ------------------------------------------------------------------------ | ------------------------------------------------------------------------ | ------------------------------------------------------------------------ | ------------------------------------------------------------------------ | ------------------------------------------------------------------------ | ------------------------------------------------------------------------ | ------------------------------------------------------------------------ | ------------------------------------------------------------------------ | ------------------------------------------------------------------------ | ------------------------------------------------------------------------ |
| Positie                                                                  | 329                                                                      | -                                                                        | -                                                                        | -                                                                        | -                                                                        | 625                                                                      | 416                                                                      | 389                                                                      | 379                                                                      | 486                                                                      | 390                                                                      | 416                                                                      | 340                                                                      | 266                                                                      | 267                                                                      | 321                                                                      |